# Organisation Amerikanischer Staaten
Die Organisation Amerikanischer Staaten (englisch Organization of American States, OAS; spanisch Organización de los Estados Americanos; OEA, französisch Organisation des États Américains, OEA; portugiesisch Organização dos Estados Americanos, OEA) ist eine regionale Internationale Organisation in Amerika. Sie wurde am 30. April 1948 in Bogotá, Kolumbien, gegründet und hat ihren Hauptsitz in Washington, D.C. Mitglieder sind 34 unabhängige Staaten Nord- und Südamerikas.
Am 26. Mai 2015 wurde der ehemalige uruguayische Außenminister Luis Almagro als Nachfolger von José Miguel Insulza als Generalsekretär vereidigt und im Jahr 2020 für eine zweite Amtszeit wiedergewählt.

## Geschichte

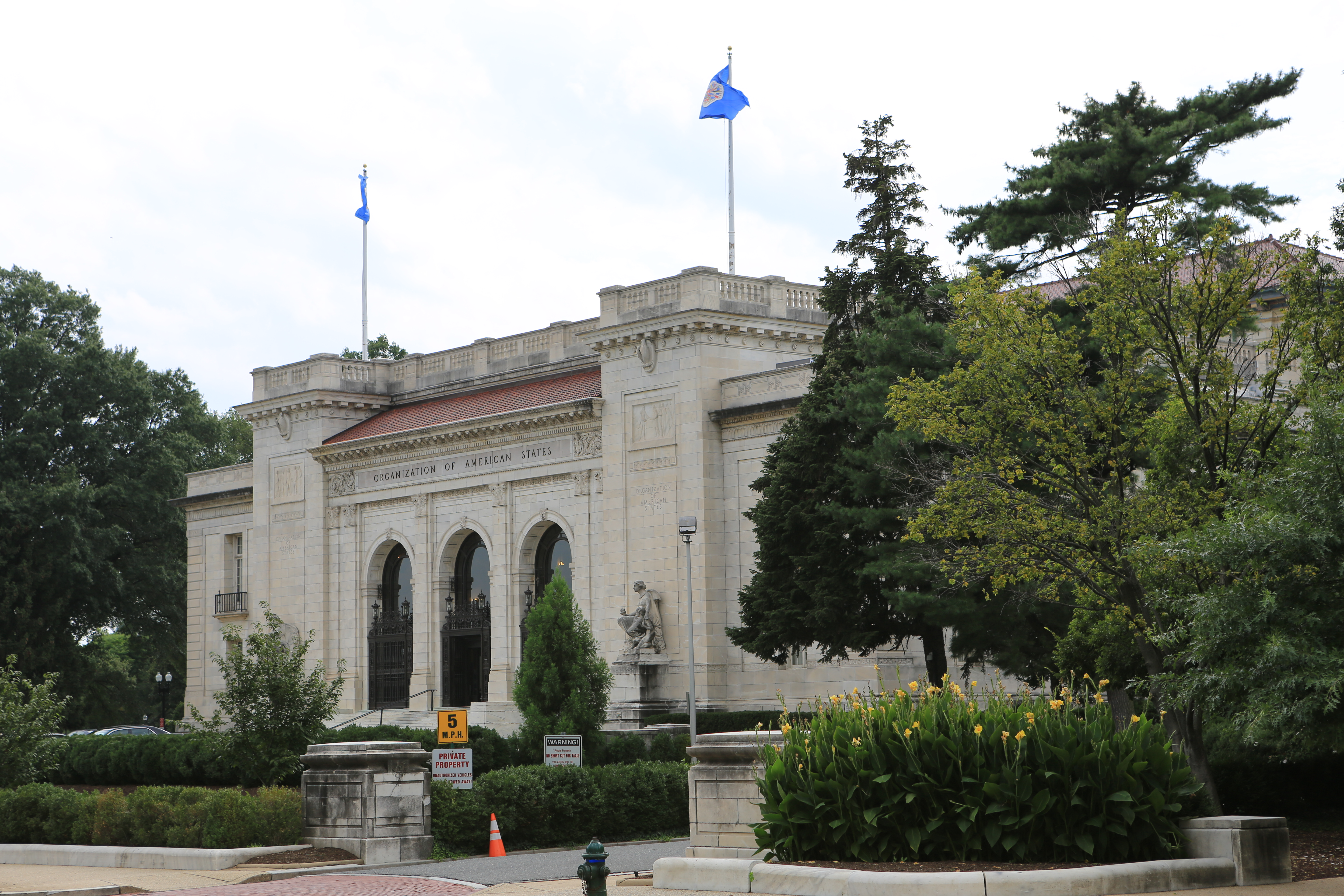
Verwaltungsgebäude der OAS in Washington, D.C.

### Hintergrund
Der Gedanke, die panamerikanische Kooperation mithilfe einer zwischenstaatlichen Organisation zu stärken, wurde bereits im Jahr 1826 beim Kongress von Panama durch José de San Martín und Simón Bolívar vertreten. Die anfänglichen Ziele einer interamerikanischen Kooperation zielten auf den Aufbau eines gemeinsamen Militärs im Rahmen eines kollektiven Verteidigungspaktes ab. Auch die US-amerikanische Monroe-Doktrin zum Schutz panamerikanischer Interessen gegenüber den ehemaligen europäischen Kolonialmächten beeinflusste den Aufbau dieser Regionalorganisation. Die daraus entstandene Panamerikanische Union, die als Vorgängerorganisation der OAS zwischen 1889/90 und 1947 bestand, organisierte insgesamt neun panamerikanische Konferenzen, die den institutionellen Grundstein für die heutige Organisation der amerikanischen Staaten legten.

### Gründung
Am 30. August 1947 wurde ein kollektiver Interamerikanischer Vertrag über gegenseitigen Beistand in Rio de Janeiro unterzeichnet, der zunächst Rio-Pakt genannt wurde. Die endgültige Organisation unter dem heutigen Namen kam am 30. April 1948 in Bogotá zustande. Am gleichen Tag wurde der auch als Bogotá-Pakt bezeichnete Amerikanische Vertrag über die friedliche Streitschlichtung abgeschlossen.
Am 22. Januar 1962 wurde Kuba auf Druck der USA wegen seiner „marxistisch-leninistischen“ Wende von der Teilnahme an den Aktivitäten der Organisation ausgeschlossen. Unter anderem deshalb wurde die OAS im Verlauf ihrer Geschichte von linksgerichteten Regierungen Lateinamerikas wiederholt kritisiert, den außenpolitischen Interessen der Vereinigten Staaten im aufziehenden Ost-West-Konflikt zu dienen. Zumal die USA durch die Bereitstellung eines Großteils des regulären Budgets sowie den Sitz in Washington D. C. erheblichen Einfluss auf die Politik der Organisation nehmen können.

### Menschenrechte und Demokratie
Seit 1959 gibt es auch eine Interamerikanische Menschenrechtskommission (IACHR/CIDH), die seit 1970 zu den Hauptorganen der OAS zählt. 1979 kam nach Inkrafttreten (1978) der bereits 1969 verabschiedeten Amerikanischen Menschenrechtskonvention der Interamerikanische Menschenrechtsgerichtshof in San José, Costa Rica, als weiteres Organ zur Menschenrechtsförderung und -verteidigung hinzu. Wenngleich die OAS besonders in den 1970er Jahren mehr autoritäre/diktatorische als demokratische Mitgliedstaaten in ihren Reihen aufwies, so vermochte das sogenannte interamerikanische Menschenrechtssystem (zunächst vor allem die Kommission), Menschenrechtsverletzungen etwa in Chile, Argentinien, dem Nicaragua Somozas oder in El Salvador aufzuzeigen und die Öffentlichkeit in der Hemisphäre auf die Verstöße aufmerksam zu machen.
1991 verabschiedete die OAS-Generalversammlung in Santiago de Chile die Resolution 1080, die empfindliche Einschränkungen des zuvor konsequent eingehaltenen Nichteinmischungsprinzips der Organisation beinhaltete. Zehn Jahre später, am 11. September 2001, wurde die Interamerikanische Demokratiecharta verabschiedet, die diesen Trend fortsetzte.

### Suspendierung von Mitgliedstaaten
Auf der OAS-Generalversammlung in Honduras wurde am 3. Juni 2009 beschlossen, die 1962 erfolgte Suspendierung der Teilnahmerechte Kubas ohne Vorbedingungen wieder aufzuheben. Ein Automatismus für die Rückkehr des Landes in die Staatengemeinschaft gebe es aber nicht. Kuba begrüßte zwar den Beschluss, erklärte aber – wie schon mehrfach im Vorfeld getan – sein Desinteresse an einer Wiederaufnahme seiner Mitarbeit in der Organisation, da es diese als anachronistisch und den Interessen der USA untergeordnet betrachte.
Am 4. Juli 2009 suspendierte die OAS die Teilnahmerechte von Honduras. Dies geschah aufgrund der Weigerung der honduranischen Übergangsregierung, nach dem Staatsstreich am 28. Juni 2009 die verfassungsmäßige Ordnung wiederherzustellen. Infolgedessen gründete sich am 23. Februar 2010 die Gemeinschaft der Lateinamerikanischen und Karibischen Staaten (Comunidad de Estados Latinoamericanos y Caribeños, kurz CELAC), die aus allen Mitgliedstaaten der OAS außer den USA und Kanada besteht. 2011 wurde die Suspendierung von Honduras wieder zurückgenommen.
2013 wurde in vielen mittel- und südamerikanischen Staaten eine Änderung der Politik gegenüber weichen Drogen diskutiert (Näheres siehe hier). Der Generalsekretär der OAS (Insulza) begrüßte eine Initiative des Landes Uruguay.
Am 26. April 2017 kündigte der venezolanische Präsident Nicolás Maduro an, sein Land werde sich aus der OAS zurückziehen. Der Austrittsprozess werde insgesamt zwei Jahre in Anspruch nehmen. Der OAS-Generalsekretär hatte die venezolanische Regierung wiederholt wegen der Nichteinhaltung demokratischer Normen kritisiert. Hintergrund war die Weigerung der Regierung, die verfassungsgemäßen Regionalwahlen und das ursprünglich für 2016 anberaumte Referendum zur Abberufung des Präsidenten durchzuführen. Maduro warf der Organisation Einmischung in die inneren Angelegenheiten des Landes vor. Im März des gleichen Jahres drohte die OAS ihrerseits Venezuela mit der Beendigung der Mitgliedschaft aus der Staatengemeinschaft.
Im April 2022 trat Nicaragua aus der OAS aus, weil die Organisation die Wiederwahl des nicaraguanischen Präsidenten Ortegas für eine vierte Amtszeit als „nicht frei, fair oder transparent“ verurteilt hatte.

## Ziele
Die Ziele sind laut Charta: Demokratisierung und Menschenrechte zu fördern, Kriminalität und Drogenhandel zu bekämpfen, den Frieden zu sichern und eine panamerikanische Freihandelszone zu schaffen. Die OAS will Streitigkeiten amerikanischer Staaten untereinander friedlich regeln. Bei Nichtanerkennung von Schlichtungsverfahren und anderen Verstößen kann sie Sanktionen verhängen.
Ziel ist generell eine engere kulturelle und wirtschaftliche Zusammenarbeit der Staaten des Doppelkontinents. Zu einem wichtigen Instrument diesbezüglich sind inzwischen die regelmäßigen Gipfeltreffen aller demokratischen amerikanischen Staaten (Amerika-Gipfel) geworden. Die OAS beherbergt das Sekretariat des Gipfelprozesses und ist somit eng in seine Fortschreibung eingebunden.

## Organe
Organe sind die Generalversammlung, der Ständige Rat, das Generalsekretariat und das OAS-Verwaltungsgericht. Hinzu kommen die Interamerikanische Kommission für Menschenrechte, die institutionalisierten Konsultationstreffen der Außenminister und diverse weitere Sonderorganisationen.

### Generalversammlung

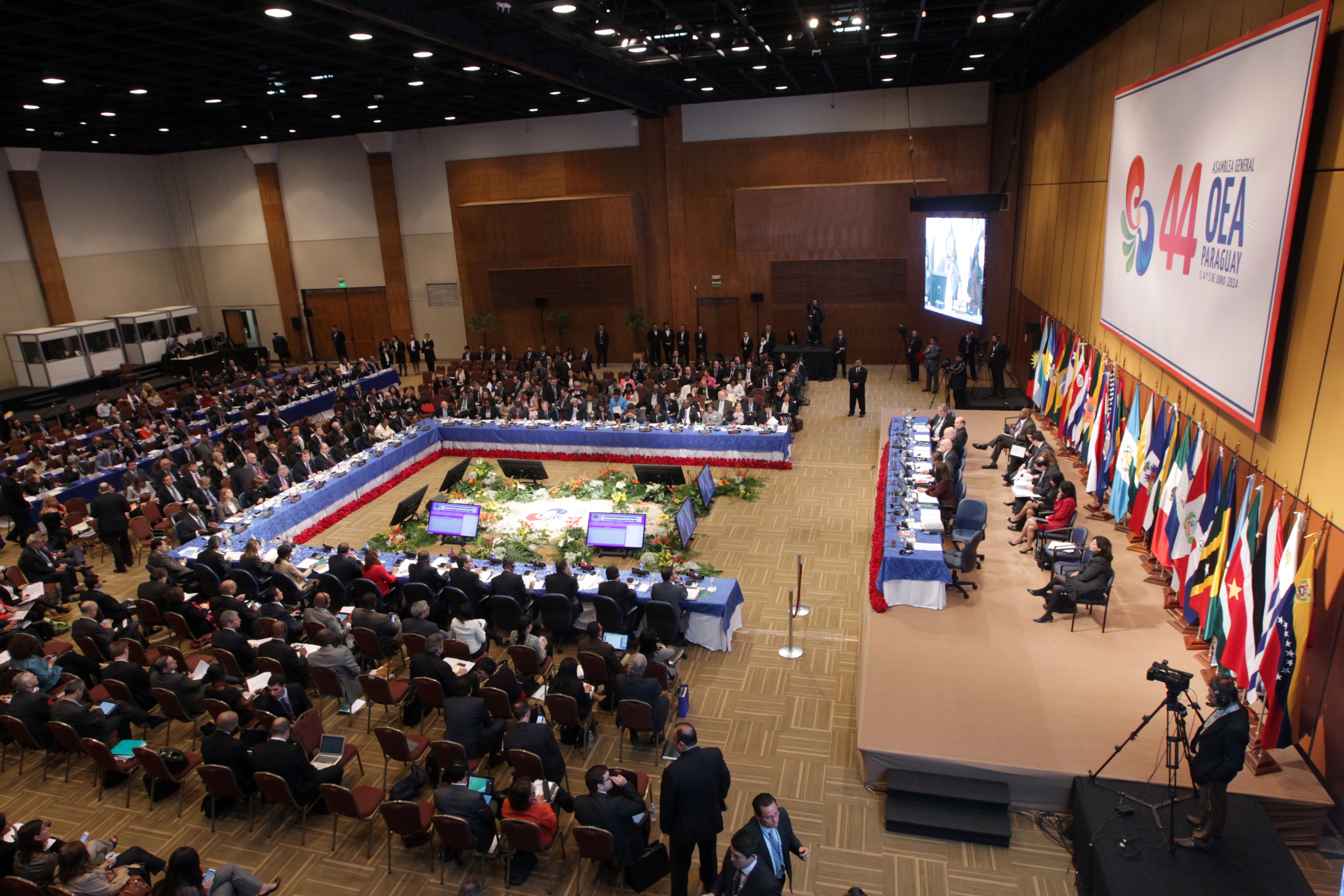
Konstituierende Sitzung der 44. Generalversammlung im Jahr 2014

Die Generalversammlung ist das höchste Organ der OAS und umfasst Delegationen aller Mitgliedstaaten, die bei Abstimmungen jeweils eine Stimme haben. Laut Charta erhält die Generalversammlung ein zentrales Entscheidungsmandat bei Fragen der politischen Ausrichtung, inneren Struktur und Funktion der Organisation. Weitere Aufgaben sind Koordinierung der Mitgliedsländer, Budgetplanung sowie die Kontrolle des Generalsekretariats.

### Ständiger Rat
Der Ständige Rat umfasst je einen Repräsentanten aus jedem Mitgliedsland, der von den nationalen Regierungen bestellt wird. Der Rat ist zuständig für die Überwachung der friedlichen Beziehungen der Staaten untereinander und dient im Konfliktfall als Plattform für Dialog und Lösungsansätze.

### Generalsekretariat
Bisherige Generalsekretäre der OAS waren:
| Amtszeit  | Generalsekretär/in                | Mitgliedstaat       |
| --------- | --------------------------------- | ------------------- |
| 1948–1954 | Alberto Lleras Camargo            | Kolumbien           |
| 1954–1955 | Carlos Dávila Espinoza            | Chile               |
| 1955–1956 | Wilhelm Manger 1                  | Vereinigte Staaten  |
| 1956–1968 | José Mora Otero                   | Uruguay             |
| 1968–1975 | Galo Plaza Lasso                  | Ecuador             |
| 1975–1984 | Alejandro Orfila                  | Argentinien         |
| 1984      | Val McComie 1                     | Barbados            |
| 1984–1994 | João Baena Soares                 | Brasilien           |
| 1994      | Christopher R. Thomas 1           | Trinidad und Tobago |
| 1994–2004 | César Gaviria Trujillo            | Kolumbien           |
| 2004      | Miguel Ángel Rodríguez Echeverría | Costa Rica          |
| 2004–2005 | Luigi R. Einaudi 1                | Vereinigte Staaten  |
| 2005–2015 | José Miguel Insulza               | Chile               |
| 2015–2025 | Luis Almagro                      | Uruguay             |
| seit 2025 | Albert Ramdin                     | Suriname            |

## Mitglieder

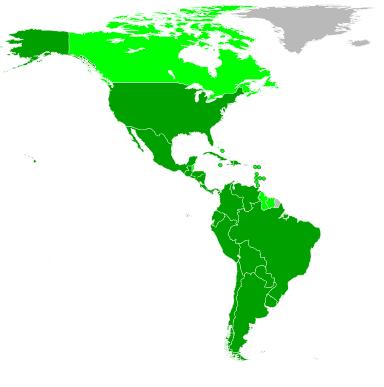
Karte der OAS-Mitgliedstaaten
Gründungsmitglieder
spätere Mitglieder
kein Mitglied

- Argentinien (1948)
- Bolivien (1948)
- Brasilien (1948)
- Chile (1948)
- Costa Rica (1948)
- Dominikanische Republik (1948)
- Ecuador (1948)
- El Salvador (1948)
- Guatemala (1948)
- Haiti (1948)
- Honduras (1948)
- Kolumbien (1948)
- Kuba (1948) 1
- Mexiko (1948)
- Nicaragua (1948; 2023 ausgetreten[23])
- Panama (1948)
- Paraguay (1948)
- Peru (1948)
- Uruguay (1948)
- Venezuela (1948; 2019 ausgetreten[24])
- Vereinigte Staaten (1948)
- Barbados (1967)
- Trinidad und Tobago (1967)
- Jamaika (1969)
- Grenada (1975)
- Suriname (1977)
- Dominica (1979)
- St. Lucia (1979)
- Antigua und Barbuda (1981)
- St. Vincent und die Grenadinen (1981)
- Bahamas (1982)
- St. Kitts und Nevis (1984)
- Kanada (1990)
- Belize (1991)
- Guyana (1991)

## Beobachter

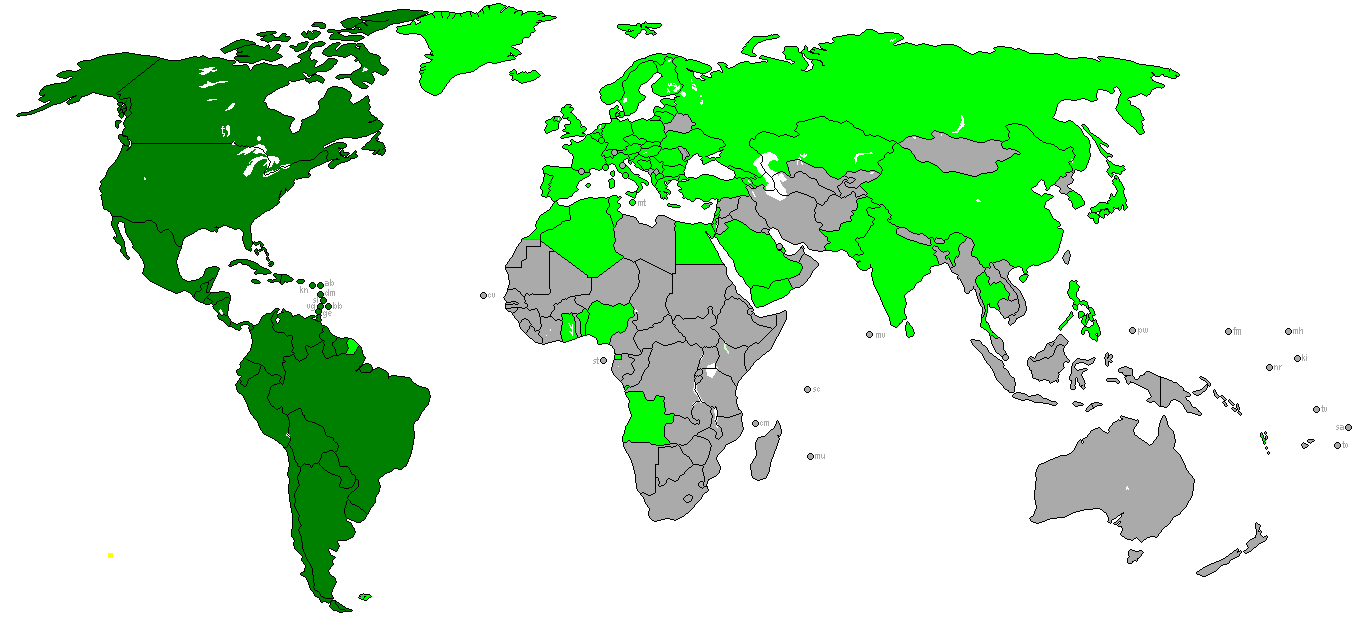
Mitglieder
Beobachter (Russland wurde 2022 suspendiert)

- Ägypten
- Albanien
- Algerien
- Angola
- Äquatorialguinea
- Armenien
- Aserbaidschan
- Benin
- Bosnien und Herzegowina
- Georgien
- Ghana
- Indien
- Indonesien
- Israel
- Japan
- Jemen
- Kasachstan
- Katar
- Libanon
- Marokko
- Monaco
- Nigeria
- Nordmazedonien
- Norwegen
- Pakistan
- Philippinen
- Saudi-Arabien
- Schweiz
- Serbien
- Sri Lanka
- Südkorea
- Thailand
- Tunesien
- Türkei
- Ukraine
- Vanuatu
- Vatikanstadt
- Vereinigtes Königreich
- Volksrepublik China
- Europäische Union 4
  -  Belgien
  -  Bulgarien
  -  Dänemark
  -  Deutschland
  -  Estland
  -  Finnland
  -  Frankreich
  -  Griechenland
  -  Irland
  -  Italien
  -  Kroatien
  -  Lettland
  -  Litauen
  -  Luxemburg
  -  Malta
  -  Niederlande
  -  Österreich
  -  Polen
  -  Portugal
  -  Rumänien
  -  Schweden
  -  Slowakei
  -  Slowenien
  -  Spanien
  -  Tschechien
  -  Ungarn
  -  Zypern